# Kanton Saint-Saulge
Der Kanton Saint-Saulge war bis 2015 ein französischer Kanton im Arrondissement Nevers, im Département Nièvre und in der Region Burgund; sein Hauptort war Saint-Saulge, Vertreterin im Generalrat des Départements war zuletzt von 2008 bis 2015 Bernadette Larivé-Bruandet. 
Der Kanton war 247,17 km² groß und hatte 3.279 Einwohner (Stand 2006). Er lag im Mittel auf 293 Meter über dem Meeresspiegel, zwischen 229 m in Rouy und 444 m in Saint-Benin-des-Bois. 

## Gemeinden
Der Kanton bestand aus elf Gemeinden:
| Gemeinde             | Einwohner Jahr | Fläche km² | Bevölkerungsdichte | Code INSEE | Postleitzahl |
| -------------------- | -------------- | ---------- | ------------------ | ---------- | ------------ |
| Bona                 | 304 (2013)     | –          | – Einw./km²        | 58035      | 58330        |
| Crux-la-Ville        | 427 (2013)     | –          | – Einw./km²        | 58092      | 58330        |
| Jailly               | 58 (2013)      | –          | – Einw./km²        | 58136      | 58330        |
| Montapas             | 285 (2013)     | –          | – Einw./km²        | 58171      | 58110        |
| Rouy                 | 616 (2013)     | –          | – Einw./km²        | 58223      | 58110        |
| Saint-Benin-des-Bois | 173 (2013)     | –          | – Einw./km²        | 58233      | 58330        |
| Sainte-Marie         | 91 (2013)      | –          | – Einw./km²        | 58253      | 58330        |
| Saint-Franchy        | 73 (2013)      | –          | – Einw./km²        | 58240      | 58330        |
| Saint-Maurice        | 54 (2013)      | –          | – Einw./km²        | 58257      | 58330        |
| Saint-Saulge         | 781 (2013)     | –          | – Einw./km²        | 58267      | 58330        |
| Saxi-Bourdon         | 312 (2013)     | –          | – Einw./km²        | 58275      | 58330        |

## Bevölkerungsentwicklung
| 1962  | 1968  | 1975  | 1982  | 1990  | 1999  | 2006  |
| ----- | ----- | ----- | ----- | ----- | ----- | ----- |
| 4.179 | 4.519 | 3.792 | 3.452 | 3.168 | 3.226 | 3.279 |